# Stellan Sagvik
Stellan Sagvik (Örebro, 25 juli 1952) is een eigentijds Zweeds componist, musicoloog, muziekpedagoog, fluitist, klarinettist, saxofonist, hoboïst, zanger (tenor) en journalist.

## Levensloop
Sagvik studeerde van 1972 tot 1975 musicologie bij Martin Tegen aan de Universiteit van Stockholm in Stockholm. Aansluitend van 1975 tot 1977 studeerde hij compositie bij Gunnar Bucht, Arne Mellnäs, Lars-Gunnar Bodin en Miklós Maros aan de Kungliga Musikhögskolan in Stockholm. Aan het begin van de jaren 1980 studeerde hij verder aan de Journalisthögskolan te Stockholm en in 1985 behaalde hij zijn diploma als journalist.
Van 1970 tot 1972 was hij klarinettist in het Sankt Matteus Symfoniorkester (SMSO) in Stockholm. In 1976 en 1977 was hij musicus bij Tältresarna ("De Tentopzetters"). Van 1979 tot 1981 was hij directeur van het Uppsala-Gävle Stadsteater.
In 1982 en 1983 was hij artistiek leider en dirigent van het Uppsala Musikdramatiska Studio (UMS). Als zanger (tenor) was hij verbonden aan verschillende koren (Maria Motettkör, Maria Vokalensemble, Hägerstens Motettkör/Maria Magdalena Motettkör, Storkyrkans kör, Cantores Mariae). In 1998 en 1999 was hij directeur bij de Nya Teatern(NYAN) ("Nieuw theater") in Stockholm.
Bij de Zweedse omroep SR werkte hij van 1983 tot 1990 in de redactie voor muziek en bij de Zweedse televisie (Sveriges Television) was hij van 1986 tot 1990 redacteur van de teletekst. van 1986 tot 1996 was hij hoofdredacteur van de Kyrkomusikernas Tidning.
Als muziekleraar, musicoloog en docent werkte hij aan verschillende scholen in de regio Stockholm en in 2000 en 2001 aan de Musikskolan Lilla Akademien.
De componist Sagvik schrijft voor verschillende genres zoals orkestmuziek, werken voor harmonieorkest, kamermuziek, vocale muziek en toneelwerken, waarbij hij ook als tekstdichter en librettist fungeert.

## Composities

### Werken voor orkest

#### Symfonieën
- 1969 Established, Symfonie nr. 1, voor orkest, op. 3
- 1981 Analgetika, Symfonie nr. 2, voor orkest, op. 109
- 1984 Metamora, Symfonie nr. 3, voor orkest, op. 130
- 1993- (in bewerking) ...amartoria, Symfonie nr. 4, voor groot orkest, op. 179

#### Concerten voor instrument en orkest
- 1971 Concertino, voor klarinet en orkest, op. 17
- 1971-1972 Concerto nr. 1, voor dwarsfluit en strijkorkest, op. 22
- 1974 Konsertrondo, voor piano en orkest, op. 44
- 1979 Parabahr, concert nr. 2, voor dwarsfluit en orkest, op. 99
- 1982-1983 Ten Swedish Concertini, op. 114a-j
  1. Skånsk/Scania Concertino, voor dwarsfluit en strijkers
  2. Blekingsk Concertino, voor hobo en strijkers
  3. Uppländsk/Upplandia Concertino, voor klarinet en strijkers
  4. Bohuslänsk/Bohuslania Concertino, voor hoorn en strijkers
  5. Ångermanländsk/Angerlania Concertino, voor fagot en strijkers (of piano)
  6. Trioconcertino, voor dwarsfluit, altviool, gitaar en strijkers
  7. Närkisk/Narkia Concertino, voor altsaxofoon en strijkers
  8. Norrbottnisk/Bothnia Concertino, voor trombone en strijkers
  9. Värmländsk/Varmlandia Concertino, voor tuba en strijkers
  10. Sörmländsk/Sormlandia Concertino, voor trompet en strijkers
- 1985/1991 Conflati, voor dwarsfluit en strijkers

#### Andere werken voor orkest
- 1971 Orchestral Ouvertura, op. 21
- 1972 Marcia Funèbre, op. 28
- 1973 Phestmarsch 7/8 -73, op. 35
- 1975 Elektrauss, voor strijkorkest, op. 53
- 1977 Ritualen, dans/pantomime voor orkest, op. 73
- 1978 Tittaren/Le Voyeur, dans/pantomime voor orkest, op. 78
- 1978 Kromata da Camera, voor kamerorkest, op. 87
- 1978 Eulidyke Alv, voor drie blazers, strijkers en kinder-dansers, op. 90
- 1980 Anagramma, voor strijkorkest, op. 104
- 1985 Unisono, voor orkest, op. 138
- 1988 Paidorch, suite voor orkest, op. 141b
- 1991 Rondâné, voor groot orkest, op. 163
- 1995-1997 Clushoes, voor orkest, op. 187

### Werken voor harmonieorkest
- 1976 Valskaraktär, voor harmonieorkest, op. 63
- 1976 Festivo, voor harmonieorkest, op. 66
- 1977 Södermannagatans marsch, voor harmonieorkest, op. 76
- 1978-1981 Slotts Suite, voor harmonieorkest, op. 82b
- 1978 La Cathedrale Enclaudée, voor harmonieorkest, op. 88
- 1978 Spegling, voor harmonieorkest, op. 89
- 1983 Adaptioner, voor klein harmonieorkest, op. 120

### Missen, cantates en gewijde muziek
- 1976 Agadir, kerkcantate voor solisten, gemengd koor en orkest, op. 60 - tekst: Artur Lundkvist
- 1982 Salve Regina, voor vierstemmig vrouwenkoor en gemengd koor, op. 113c
- 1984 Äggsagt Påskkantat, cantate voor gemengd koor a capella, op. 129 - tekst: van de componist
- 1988 Ave, Maris Stella, voor sopraan, alt, tenor, bas en gemengd koor, op. 147
- 1990-1991 De Profundis Catharinae, voor jongenskoor, meisjeskoor, mannenkoor en gemengd koor, op. 155
- 1991 Motetti obligati - 15 kyrkoårs-motetter, voor gemengd koor, op.161, nr. 1-15
  1. Fröjda dig storligen / Sak 9
  2. Låt oss gå in till Betlehem / Luk 2
  3. Stå upp, var ljus / Jes 58
  4. Se, över min tjänare / Jes 42
  5. Maria smorde Jesu fötter / Joh 12
  6. Herren skall för alltid göra döden om intet / Jes 25
  7. Vad har hänt? / Luk 24
  8. Herre, är tiden nu inne? / Apg 1
  9. Då hördes plötsligt från himlen ett dån / Apg 2
  10. Hans ansikte lyste som solen / Matt 17
  11. Ni må vänta på mig, säger Herren / Sef 3
  12. Se, jag vill skapa nya himlar / Jes 65
  13. Symeon / Luk 2
  14. Var hälsad, du högt benådade / Luk 1
  15. Och han som kallas Satan / Uppb 12
- 1991-1992 Missa brevis "Airone di Pietra", voor gemengd koor, op. 160 - tekst: Latijns misordinarium
- 1994/1996 Missa Maria Magdalena, voor solisten, gemengd koor, harmonieorkest, zes slagwerkers en twee orgels, op. 181
  1. Synderskan
  2. Kyrie
  3. Gloria
  4. Kvinnorna
  5. Martha
  6. Maria
  7. Lasaros
  8. Credo
  9. Golgatha
  10. Agnus Dei
  11. Josef från Arimataia
  12. Vid graven
  13. Sanctus
- 1995 Katábrio, voor 4 gemengde koren, op. 183
- 1999 2 bibliska fanfarer, voor koperkwintet, op. 192

### Toneelwerken

#### Opera's
| Voltooid in         | titel                                                 | aktes   | première                                        | libretto                                         |
| ------------------- | ----------------------------------------------------- | ------- | ----------------------------------------------- | ------------------------------------------------ |
| 1972-1974 rev. 1976 | Förlorade i molnen, op. 29                            | 2 aktes |                                                 | Vojo Stankovski                                  |
| 1975                | Meneo, op. 46                                         | 2 aktes |                                                 | van de componist                                 |
| 1975                | Målet, op. 55                                         | 1 akte  | 14 december 1986, Stockholm                     | anoniem                                          |
| 1975                | Mästersångarna i Bandberg, op. 58                     |         |                                                 | van de componist                                 |
| 1977                | Morminne, op. 77                                      | 1 akte  |                                                 | van de componist                                 |
| 1982                | Ödesspegeln eller Det speglade ödet, op. 116          | 2 aktes | 30 oktober 1983, Uppsala Musikdramatiska Studio | van de componist                                 |
| 1986-1988           | Anna Månsdotter - Musikdrama om Yngsjömordet, op. 142 |         |                                                 | van de componist, Hanna Olsson en Bertil Arlmark |
| 1992                | Vandringen till Sköldpaddsberget, op. 165             |         | Stockholm, Folkoperan                           | Ulla-Carin Nyqvist                               |
| 1993                | OI, Scensångor, op. 173                               | 6 aktes |                                                 | Sandro Key-Åberg                                 |
| 1998                | Gåsen & Lilla Vinden, op.192a-b                       |         | 25 februari 1999, Stockholm, Medborgarhuset     | Kerstin Klein Perski                             |

#### Balletten
| Voltooid in | titel                                                                         | aktes  | première                             | libretto         | choreografie |
| ----------- | ----------------------------------------------------------------------------- | ------ | ------------------------------------ | ---------------- | ------------ |
| 1972        | Herr Trullsings dröm, op. 30                                                  | 1 akte | Uppsala, Teater Totem                | Vojo Stankovski  |              |
| 1976        | Det förlorade steget, op. 64                                                  | 1 akte |                                      |                  |              |
| 1977        | Ennarike, op. 72                                                              | 1 akte |                                      | van de componist |              |
| 1977        | Ritualen, op. 73                                                              |        | 16 juni 1995, Cluj, Filharmonic Hall |                  |              |
| 1977        | Guenilles des Jogleurs, op. 74                                                | 1 akte |                                      |                  |              |
| 1978        | Tittaren/Le Voyeur, op. 78                                                    | 1 akte | 16 juni 1995, Cluj, Filharmonic Hall |                  |              |
| 1978        | Eulidyke Alv, op. 90                                                          |        |                                      |                  |              |
| 1986-1989   | Paidsomenest, op. 141 - 1. Paid 2. Some nest 3. Aidsomen 4. Pest 5. Aid some. |        |                                      |                  |              |

#### Schouwspel / Poppentheater
- 1974 Music to Puppet Play "Jonte", voor kamerensemble, op. 42 - tekst: Anita Dahl - première: Uppsala Stadsteater, Uppsala
- 1976 Spegeln : Folklig burlesk operina med incidental music, voor 8 solisten, klein gemengd koor en orkest, op. 70
- 1978 Antigonia, voor Es klarinett/slagwerk en altfluit/slagwerk/cello (twee spelers in totaal), op. 79
- 1978 Morfar Spelkarl, Rapsodie voor mezzosopraan, blokfluit en harp, op. 80 - tekst: van de componist

### Werken voor koren
- 1969-1971 Vittnen från Agadir, voor solisten, gemengd koor en orkest, op. 5 - tekst: Artur Lundkvist
- 1971/1989 Requiescat, voor gemengd koor a capella, op. 18b - tekst: Oscar Wilde
- 1984 Rhapsodium, voor mannenkwartet of mannenkoor, op. 135
- 1988 April, drie liederen voor gemengd koor, op. 146 - tekst: Anna Cavallin
- 1989 Fyra Gratulatores, voor gemengd koor, op. 152
- 1990 Four Swedish Folksongs, op. 157
  1. Gärdet (uppländsk dryckesvisa) voor gemengd koor
  2. Hivningssång (Arbetssång, Bohuslän) voor mannenkoor
  3. Trela (Hälsningssång, Bohuslän) voor vrouwenkoor
  4. Jungfrun i blå skogen (Ballad from Västergötland)
- 1992 abrí, voor 8-stemmig gemengd koor a capella, op. 169 - tekst: van de componist
- 1995 Dekaloven, voor gemengd koor, op. 185 - tekst: Kahlil Gibran

### Vocale muziek
- 1971 Five Songs, voor zangstem en gitaar, op. 9 - tekst: van de componist
- 1971 Requiescat, voor tenor en harmonieorkest, op. 18 - tekst: Oscar Wilde
- 1972 Kammersinfonietta, voor tenor, bas, dwarsfluit, hobo, viool, altviool, cello en piano, op. 24 - tekst: van de componist
- 1972 Volapyk per augmented quattro di archi, voor sopraan, 3 dwarsfluiten, klarinet en strijkkwartet, op. 25 - tekst: van de componist
- 1972 Ballet for Chamber ensemble, voor sopraan, 2 dwarsfluiten, hobo, klarinet, strijkkwartet, op. 26 - libretto: van de componist
- 1978 En natt i maj, zangcyclus voor tenor, bariton, blazerskwintet en strijkkwartet, op. 83 - tekst: van de componist en William Shakespeare
- 1979 Le Chien Mal-en-point, voor sopraan en kamerensemble, op. 94 - tekst: van de componist
- 1980 Yougo, voor tenor en kamerensemble, op. 100 - tekst: van de componist
- 1980 Och utanfor mitt fängselgaller, liederen over de vrijheid voor bas, altfluit en gitaar, op. 103 - tekst: Maksim Gorki, Fjodor Michajlovitsj Dostojevski en Ivan Sergejevitsj Toergenjev
- 1981 Annaca, zangcyclus voor mezzosopraan, tenor, blazerskwintet, strijkkwintet en slagwerk, op. 108 - tekst: Anna Cavallin
- 1982/1990 Song Suite from "Ödesspegeln", voor solisten, gemengd koor en piano, op. 116b
- 1984 Music for the play "Spanska flugan/Spanish Fly", voor zangers, dwarsfluiten en strijkkwartet, op. 126 - tekst: van de componist
- 1984 Punkten, zangcyclus voor bas, altfluit en gitaar, op. 133 - tekst: Per Erik Rundquist
- 1985 Forestivitas, voor sopraan, tenor, slagwerk en koperkwintet, op. 137b
- 1987-1988 Amariosa, voor mezzosopraan, klarinet, cello en piano, op. 144 - tekst: dela Rouchfoucauld, Per-Erik Rundquist, Claes Andersson
- 1991 Vokalis, voor sopraan en kleine orgel, op. 162
- 1992 ...amandi, voor mezzosopraan/bariton en strijkkwartet, op. 164 - tekst: Anna Rydstedt, Claes Andersson, Lars Gustafsson, Göran Sonnevi, Bengt Anderberg en de componist
- 1992 Läppar och tunga/Lips and tongue, zangcyclus voor mezzosopraan en kamerensemble, op. 168 - tekst: Camilla Ringquist
- 1993 Canticum Szeretni, liederen voor mezzosopraan en orgel, op. 176a
- 1993 My mistress’ eyes, voor tenor en orgel, op. 178 - tekst: William Shakespeare
- 1994 ...inter nos 259, voor mezzosopraan, altsaxofoon en slagwerk, op. 182 - tekst: Leo Buscaglia

### Kamermuziek
- 1968 Nittkvarnon, voor twee violen, op. 0
- 1968-1969 Vier sonatines, voor drie violen, op. 1
- 1969 Considerations, vijf stukken voor viool en piano, op. 2
- 1970 Klarinet-trio, voor drie klarinetten, op. 11
- 1971 Klarinet concertino, voor klarinet en piano, op. 17
- 1971 Strijkkwartet nr. 1, op.20
- 1972 Strijkkwartet nr. 2, op. 23
- 1972 Klarinet intermezzo, voor twee klarinetten, op. 27
- 1972-1974 Solsystemet/Solar System, suite voor de fluit familie (piccolo, dwarsfluit, altfluit, basfluit), op. 31
- 1972 Suite Dansant, voor hobo en piano, op. 32a (of strijksextet, op. 32b)
- 1972 Rondo Contrapuncsurdum, voor hobo en strijkkwintet, op. 32c
- 1973-1974 Xylophon, voor blazerskwartet, op. 36
- 1974 Klarinet septet, voor klarinet en strijksextet, op. 37
- 1974 Hommage, voor klarinet en piano, op. 37b
- 1974/1991 Sequenzi, voor klarinet en piano, op. 37c
- 1974 Pastoral a la Francesca, voor dwarsfluit en strijkers, op. 38
- 1974 Dance Suite, voor blokfluit, dwarsfluit, hobo en klarinet, op. 40
- 1974 Strijkkwartet nr. 3, op. 41
- 1974 Flöjtkvartettbagatell, voor dwarsfluit, viool, altviool en cello, op. 43
- 1975 Blåsarmedley, voor blazersensemble, op. 47
- 1975 Festchoral, voor koperensemble, op. 49
- 1975 Triondoro, voor strijkerstrio, op. 54
- 1976 Eight Variations on a C major Chord, voor blazerskwintet, op. 61
- 1976 Quint-tät, voor blazerskwintet, op. 62
- 1976 Det förlorade steget/The Lost Step, ballet voor 9 dansers voor kamerensemble (9 instr.), op. 64
- 1976 Pastoral, voor altsaxofoon en strijksextet, op. 65
- 1976 Variationer över "Ungersk vinskördedans" efter Béla Bartók, voor kamerensemble, op. 67
- 1977 Material, voor strijkkwintet, op. 71
- 1977 Guenilles des Jogleurs, ballet muziek voor acht blazers en slagwerk, op. 74
- 1978 Echoefonia, voor kopersextet, op. 81
- 1978 Roughs from the wooden wind, op. 85
- 1978 Suites Circules, voor 8 muzikanten, op. 86
- 1978 La Lise, voor blazerkwintet (nr. 2), op. 91
- 1978 Four Miniatures from the Ballet "Eulidyke Alv", voor blazerskwintet, op. 92
- 1979 Khataclysmer, voor 5 dwarsluiten en 4 Tamtam, op. 95
- 1980 Anapest, voor kopersextet, op. 105
- 1980 Analoghia, voor recitatie en blazerskwintet, op. 106 - tekst: van de componist
- 1981 Decetta, voor blazers- en strijkkwintet, op. 110
- 1981 Miblàn, bagatelle voor dwarsfluit, klarinet, cello en slagwerk, op. 111
- 1981 Små gyckelvisor till en kort person, voor kamerensemble, op. 112
- 1982 Revlas, voor 2 dwarsfluiten, 2 klarinetten en orgel, op. 113b
- 1982 Lamento, marsch & scherzo, voor dwarsfluit, sopraansaxofoon/hobo en strijkkwartet, op.115
- 1983 Zwei Nacht Lieder, voor dwarsfluit en gitaar, op. 117
- 1983 Kvatarùm, voor koperkwartet, op. 119
- 1983 Tre Ballader, voor altsaxofoon en orgel, op. 122
- 1983 Sententia Quintus, voor koperkwintet, op. 124
- 1984 Quintentia Zehndos, voor koperkwintet en strijkkwintet, op. 125
- 1984 Sagvikska danser, voor vijf muzikanten, op. 127
  1. Collapso
  2. Huldrik
  3. Torro, Snirklan
- 1984 Altsaxsymfoni for Björn Carlberg, voor altsaxofoon en piano, op. 128
- 1984 Suite Chermis, voor dwarsfluit, viool en cello, op. 131
- 1984 Miklarol, voor klarinet en piano, op. 136
- 1989 Fanfanfara, voor koperkwintet, op. 149b
- 1989 Cellocon, voor cello en piano, op. 153
- 1990 ESEMBE - Variations on a Warszaw theme voor strijkkwartet, op. 156
- 1993-1994 Kroumaxi, voor saxofoonkwartet en slagwerk, op. 171
- 1994 Ylanin Logoty - Strijkkwartet nr. 5, op. 180
- 1995 Kingám, voor dwarsfluit en slagwerk, op. 186
- 1997 Fluttando, voor 10 fluiten, op. 190
- 1997-1998 Solar plexus, voor dwarsfluit, op. 191
- 1999 Two Biblical Fanfares, voor koperkwintet en orgel, op. 192
- 2000 Tripod, voor hobo, klarinet en fagot, op. 193
- 2003 Azúur, voor 5 dwarsfluiten, 4 gitaren en contragitaar

### Werken voor orgel
- 1993-1994 Paralphi, vijf postludes voor orgel, op. 177

### Werken voor gitaar
- 1968 Pour Alice, op. 10
- 1971 Al Estefano, op. 19
- 1974 Nillas Concerto Minor, op. 45
- 1979 Suite Leonard, op. 97

### Werken voor slagwerk
- 1993 Uma, op. 170